# ريان أرمور
ريان أرمور (بالإنجليزية: Ryan Armour)‏ هو لاعب غولف أمريكي، ولد في 27 فبراير 1976 في آكرون في الولايات المتحدة.

## وصلات خارجية
- ريان أرمور على موقع رابطة لاعبي الغولف المحترفين (الإنجليزية)
- ريان أرمور على موقع التصنيف العالمي الرسمي للغولف (الإنجليزية)